# Marichen Nielsen
Marichen Johanne Nielsen (18. februar 1921 i Aabenraa - 8. april 2014) var en dansk kvindesagsforkæmper og tidligere socialdemokratisk politiker.

## Biografi
Marichen Johanne Nielsen blev født 18. februar 1921 i Aabenraa som datter af murer W. Flade (1890-1966) og Erna Blumstok (1894-1960).
Hun tog realeksamen fra Aabenraa Statsskole i 1938. Derefter blev hun bankassistent i Handelsbanken i Aabenraa. Fra 1943 til 1947 var hun forbundsinstruktør i DUI.
I 1947 giftede hun sig med redaktør Kristian Nielsen (1911-2000). Parret fik børnene Lisbeth (1948), Kristian (1951) og Niels (1952). I denne periode var Marichen Nielsen hjemmegående husmor i Roskilde.
I 1952 flyttede familien til Århus-bydelen Åbyhøj. Marichen Nielsen var rejsesekretær for Socialdemokratiet fra 1962 til 1967. Derefter blev hun konsulent på Arbejdsanvisningen. Fra 1976 til 1986 var hun omsorgskonsulent i Århus Kommune.

## Socialdemokrat
Moderen Erna Flade var fagligt aktiv, medlem af Åbenrå byråd for Socialdemokratiet og medlem af det lokale kvindeudvalgs bestyrelse. Som tiårig blev Marichen Nielsen medlem af De Unges Idræt (DUI). Som ung var hun forbundsinstruktør i DUI.
Efter 1952 blev Marichen Nielsen leder af studiekredse og aftenskole i de socialdemokratiske kvindeudvalg i Århus. Hun var også medlem af partiforeningens bestyrelse i Åbyhøj, hvor hun blev sekretær i 1961. I 1962-1967 var hun rejsesekretær for de socialdemokratiske kvindeudvalg. Hendes hovedopgave var at mobilisere de hjemmegående husmødre.
Hun blev folketingskandidat i Hammelkredsen i 1969. Dette gav hende en plads i folketinget i 1971-1973. I 1972 indvalgte folketinget hende i EF-parlamentet. Her var hun den første danske kvinde, der blev medlem. Før det første direkte valg i 1979 var Marichen Nielsen (S) (01.01.1973-18.12.1973), Edele Kruchow (R) (07.07.1975-15.08.1978) og Karen Dahlerup (S) (15.08.1977-16.09.1979) de eneste danske kvinder, der opnåede valg til EF-parlamentet.
I 1974-1986 repræsenterede hun Arbejderbevægelsens Erhvervsråd i EFs Økonomiske og Sociale Udvalg.
Hun gik på efterløn i 1986 og blev senere medlem af bestyrelsen for Århus Pensionistsamråd.